# Saint-Guilhem-le-Désert
Saint-Guilhem-le-Désert är en kommun i departementet Hérault i regionen Occitanien i södra Frankrike. Kommunen ligger i kantonen Aniane som tillhör arrondissementet Lodève. År 2022 hade Saint-Guilhem-le-Désert 243 invånare.

## Befolkningsutveckling
Antalet invånare i kommunen Saint-Guilhem-le-Désert
Referens:INSEE